# Barbara Andrássy

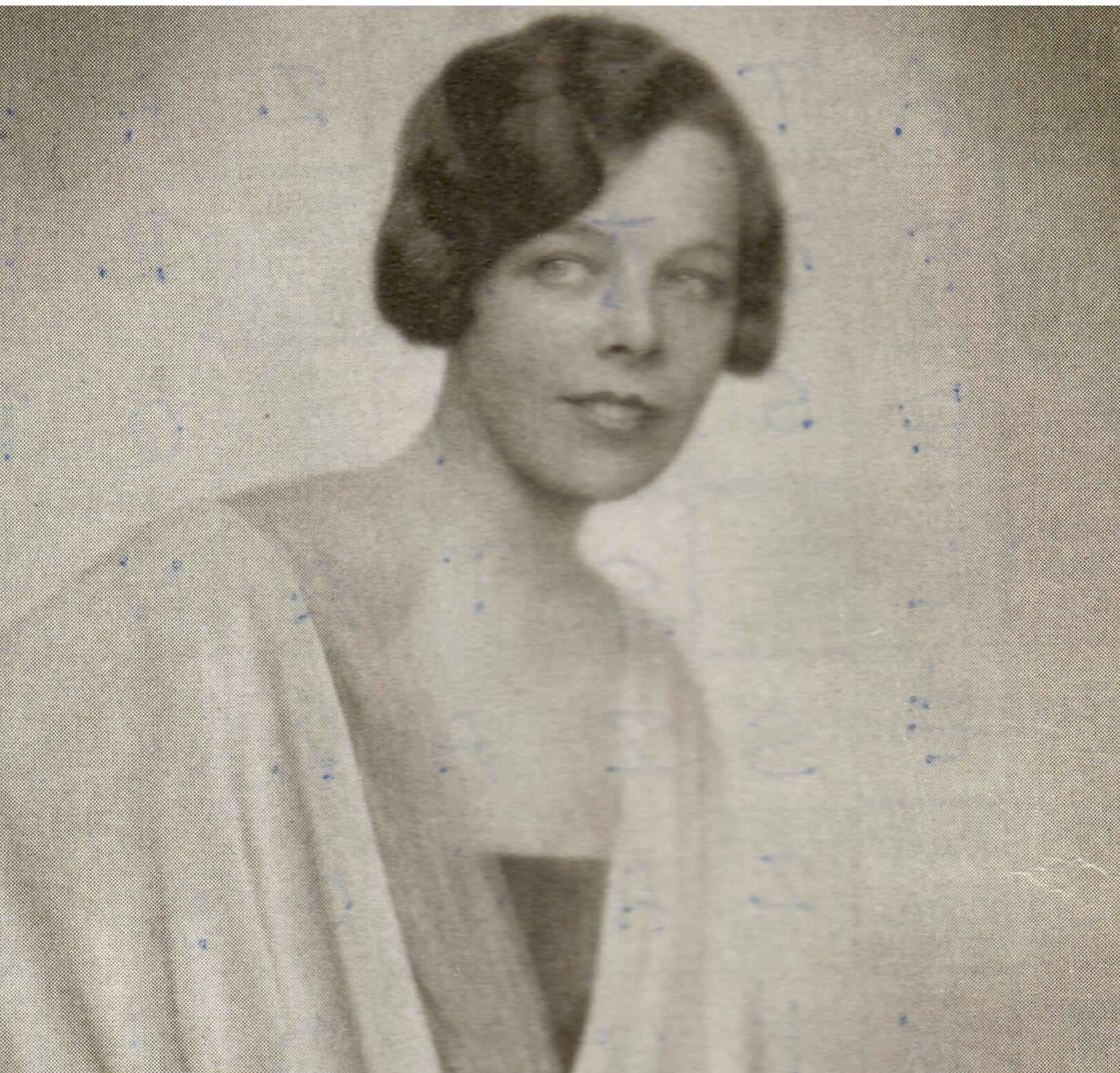
Borbála Andrássy in jungen Jahren

Borbála (Barbara) Mária Theodóra Andrássy (* 9. Januar 1890 in Budapest; † 18. August 1968 in Montreal) war eine ungarische Gräfin und Chronistin des Ungarischen Volksaufstands des Jahres 1956.

## Leben
Borbála Andrássy war die zweite Tochter des Grafen Tivadar Andrássy (1857–1905) und dessen Ehefrau, der Gräfin Eleonore Maria Rudolphine Zichy (1867–1945). Borbála war die Enkelin des bekannten ungarischen Politikers Gyula Andrássy, der den Posten des Außenministers in Österreich-Ungarn innehatte. Innerhalb der Familie hatte sie den Kosenamen „Boj“. Ihre Kindheit verbrachte sie in den Schlössern der Andrássys in Tőketerebes (Trebischau), Tiszadob sowie im Budapester Palais der Eltern auf dem Margit rakpart in Budapest. Mit Hilfe ausländischer Erzieher erhielt sie eine standesgemäße Erziehung, sie wurde in Fremdsprachen (Deutsch, Englisch und Französisch) unterrichtet und erhielt eine ausgezeichnete Allgemeinbildung (Musik, Literatur, Kunst). Ganz besonders interessierte sie sich für die Malerei; sie erlernte auch das Malen und betätigte sich als eine sehr talentierte Hobbymalerin. Viele Bilder von ihr sind auch heute noch erhalten geblieben.
Nach dem frühen Tode des Vaters heiratete die Mutter ihren Schwager Gyula Andrássy (den Jüngeren), der für Borbála und ihre drei Schwestern die Rolle des Pflegevaters und gesetzlichen Vormunds übernahm.
Borbála wurde am 30. Januar 1911 mit dem Markgrafen György Maria Pallavicini (* 5. Dezember 1881 in Budapest, † 4. Januar 1946 ebd.) verheiratet. Aus der Ehe gingen vier Kinder hervor:
- György (* 11. Juli 1912 in Tiszadob, 21. Juli(?) 1949[2])
- Theodora (Thyra) Viktoria (* 25. Juli 1914 in Balatonberény, † 22. November 2017 in Turin) ⚭ 1. Nikolaus Graf Festetics (* 1912, † 1971); 2. Sándor Dóra (* 1905, † 1986)
- Eduard (Ede) (* 26. Dezember 1916 in Budapest, † 23. Dezember 2005 in Vancouver) ⚭ Ilona Maria Gerliczy de Granny (* 1921, † 2007)
- Antal (* 30. Juli 1922 in Budapest, † 10. Dezember 1957 ebd.) ⚭ 1. Judit Székely (* 1924, † 1999), 2. Ilona Dudás

Bei den Pallavicinis handelte es sich – ähnlich wie bei den Andrássys – um eine konservative und standesbewusste Adelsfamilie für welche die Politik immer eine große Rolle spielte. Barbaras Ehemann war Mitglied des Ungarischen Parlaments, als überzeugter Legitimist gehörte er der Opposition an und plädierte für die Erhaltung des Königreiches bzw. der k.u.k. Monarchie.
Der älteste Sohn György, in der Familie „Kisgyuri“ („der kleine Gyuri“) genannt, studierte in Belgien und war mit Otto von Habsburg eng befreundet. Er wurde 1947 von den Behörden festgenommen und starb 1949 in einem sibirischen Gulag-Lager.

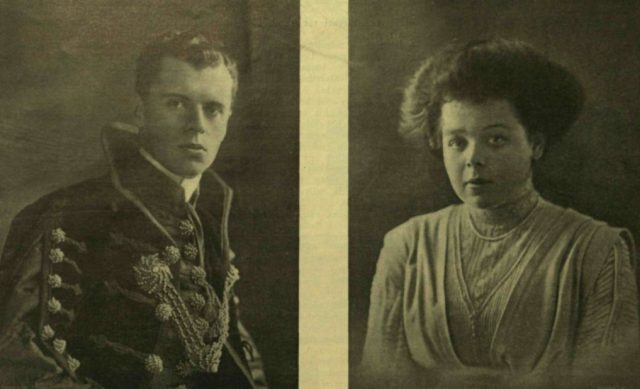
Barbara Andrássy mit Ehemann György Pallavicini im Jahre 1910

Der jüngste Sohn Antal Pallavicini brach nach dem Zweiten Weltkrieg mit seiner adeligen Familie und gab sich den bürgerlichen Namen Anton Palinkás. Während des Ungarischen Volksaufstands war er maßgeblich an der Befreiung des Primas von Ungarn József Mindszenty beteiligt. Nach der Niederschlagung des Aufstands wurde er von einem Militärgericht zum Tode verurteilt.

Nach dem Zweiten Weltkrieg und der Errichtung der Volksrepublik Ungarn steigerte sich der Hass der neuen Machthaber gegen den ehemaligen Adel in Ungarn. Im Jahr 1951 wurde auch Borbála zur Feindin des Staates erklärt. Sie wurde ihres ganzen Hab und Guts beraubt. Ihre Wertsachen sowie das kostbare Familienmobiliar wurde verstaatlicht. Sie erhielt einen Aussiedlungsbefehl (datiert für den 22. Mai 1951), der auf den Ort Fokorupuszta in der Nähe der Gemeinde Besenyszög lautete. Aus Sicherheitsgründen vernichtete sie vor der Zwangsaussiedlung nicht nur ihr bis dahin geführtes Tagebuch, sondern auch einen Großteil der Familiendokumente, da sie befürchtete, dass diese Dokumente in die Hände der Geheimpolizei AVÓ geraten könnten. In der Verbannung lebte sie in einer nicht beheizbaren Hütte, die voll mit Mäusen und Ungeziefer war. Aus dieser Zeit berichtet sie in ihrem minuziös geführten Tagebuch, das später in Buchform erschien und als „Das Aussiedlungs- und 1956-Tagebuch“ bekannt wurde. Auch heute ist dieses Tagebuch eine wichtige Informationsquelle für Historiker. Im Zuge der Entstalinisierung 1953 kam es unter dem neuen Ministerpräsidenten Imre Nagy zu einer gewissen Liberalisierung in Ungarn. Die Zwangsevakuierungen aufgehoben, und so kam auch Borbála Andrássy im Oktober 1953 wieder frei. Sie fand vorerst Zuflucht bei ihrer Schwester Ilona, der es gelang, sie in Dénesfa notdürftig unterzubringen.
Anfang Oktober 1956 erhielt sie die Erlaubnis, zu ihrer in Italien lebenden Tochter Thyra auszuwandern. Aber die Ereignisse des Ungarischen Volksaufstands verzögerten ihre Ausreise. Barbara Andrássy verließ erst nach Niederschlagung des Aufstands im November 1956 Ungarn und reiste zu ihrer Tochter Thyra nach Italien. Einige Zeit später zog sie nach Kanada zu ihrem inzwischen dort lebenden Sohn Eduard. In den letzten Jahren ihres Lebens lebte sie ausgesprochen zurückgezogen. Sie beschäftigte sich viel mit Malerei, schrieb Erinnerungsnotizen oder ordnete Dokumente in dem verbliebenen Familienarchiv. Die Todesnachrichten ihrer beiden Söhne György und Antal erfuhr sie erst in Kanada. Unter diesen Verlusten litt sie bis an ihr Lebensende schwer. Sie starb am 18. August 1968 in Montreal in Kanada; hier wurde sie auch bestattet.